# Drassanes (métro de Barcelone)
Drassanes est une station de la ligne 3 du métro de Barcelone.

## Situation sur le réseau
La station est située sous la rue du Portail de la Sainte Matrone (Carrer del Portal de Santa Madrona), sur le territoire de la commune de Barcelone, dans le district de la Vieille ville.

## Histoire
La station est ouverte au public en 1968, lors de la prolongation de la ligne III depuis Liceu, sous le nom de Atarazanas. En 1982, la station prend son nom actuel tandis que les chiffres arabes remplacent les chiffres romains dans la numérotation des lignes.

## À proximité
La station est située à proximité du musée maritime de Barcelone, situé dans les anciens arsenaux royaux (Drassanes).